# Vandoeuvre-Echecs
Vandoeuvre-Echecs – francuski klub szachowy z siedzibą w Vandœuvre-lès-Nancy, trzykrotny mistrz kraju kobiet.

## Historia
Klub powstał w 1996 roku, pierwszym przewodniczącym został Gérard Perot. Zespół rozpoczął rywalizację w lidze Régionale 2. W 2002 roku klub zadebiutował w Nationale I, zajmując dziewiąte miejsce. W sezonie 2005 Vandoeuvre-Echecs spadł z Top 16, a do najwyższej klasy rozgrywkowej powrócił rok później. W 2008 roku zespół zajął siódmą pozycję w lidze. W następnym sezonie klub był piąty w Top 16, co było najwyższą pozycją klubu w jego historii w mistrzostwach Francji. W sezonie 2013 Vandoeuvre-Echecs spadł z ligi, w 2014 roku uzyskał ponowny awans do pierwszej ligi. W sezonie 2021 klub zakończył rozgrywki ligowe na siódmym miejscu. W 2023 roku nastąpił spadek klubu do Nationale I. W sezonie 2024 Vandoeuvre-Echecs uzyskał awans.
Klub wystawiał drużynę kobiecą. W 2004 roku zadebiutowała ona w najwyższej klasie rozgrywkowej, a w latach 2005–2008 zdobyła wicemistrzostwo Francji. W 2006 roku Vandoeuvre-Echecs zadebiutował w Pucharze Europy kobiet. W inauguracyjnym sezonie tych rozgrywek klub zajął ostatnie, jedenaste miejsce, przegrywając wszystkie mecze. W sezonie 2007 zespół był przedostatni, siedemnasty (jedno zwycięstwo, z Tarsus Zeka SSK), a w 2008 roku wygrał dwa mecze (z SK Großlehna i AMO Galaxias) i zajął piętnastą pozycję na osiemnastu uczestników. W 2009 roku Vandoeuvre-Echecs był ostatni, jedenasty w Pucharze Europy, odnosząc porażki we wszystkich spotkaniach. W latach 2009 i 2012 drużyna kobieca zdobył mistrzostwo kraju. W 2014 roku klub spadł z pierwszej ligi, w kolejnym sezonie powrócił do niej. W 2023 roku zespół zdobył trzeci tytuł mistrzowski, pokonując w fazie finałowej CE Bischwiller, CE Monte-Carlo i Asnières – Le Grand Échiquier.

## Zawodnicy
Zawodnikami klubu byli m.in.:

- Pierre Bailet[19]
- Christian Bauer[20]
- Anthony Bellaiche[21]
- Elvira Berend[22]
- Fred Berend[23]
- Ferenc Berkes[24]
- Jewhenija Dołuchanowa[25]
- Aleksandr Donczenko[19]
- Sébastien Feller[26]
- Daniel Fridman[27]
- Igor Glek[26]
- Pauline Guichard[28]
- Wladimir Hakopian[26]
- Vladimir Hamițevici[29]
- Daniel Hausrath[27]
- Zbyněk Hráček[30]
- Vlastimil Jansa[21]
- Rustam Kasimdjanov[31]
- Bachar Kouatly[24]
- Leonid Kritz[24]
- Konstantin Landa[32]
- Christopher Lutz[26]
- Luke McShane[26]
- Georg Meier[30]
- Siergiej Mowsesjan[33]
- Wiera Niebolsina[34]
- Friso Nijboer[35]
- Elisabeth Pähtz[26]
- Elena Pîrțac[36]
- Olivier Renet[26]
- Anna Rudolf[37]
- Anastasija Sawina[19]
- Jurij Sołodowniczenko[19]
- Fiona Steil-Antoni[32]
- Erik van den Doel[26]
- Christopher Ward[30]
- Anthony Wirig[26]
- Anna Zatonskih[38]